# 平内駅
平内駅（ひらないえき）は、岩手県九戸郡洋野町にある、東日本旅客鉄道（JR東日本）八戸線の駅である。

## 歴史
- 1959年（昭和34年）2月5日：日本国有鉄道の駅として開業[2]。
- 1987年（昭和62年）4月1日：国鉄分割民営化により、JR東日本の駅となる[2]。
- 2011年（平成23年）
  - 3月11日：東北地方太平洋沖地震とこれにより発生した大津波により休止。
  - 8月8日：種市駅までの運転を再開（それまでは階上駅までであった）。
- 2022年（令和4年）4月1日：久慈駅長廃止に伴い、八戸駅長管理下となる。
- 2024年（令和6年）10月1日：えきねっとQチケのサービスを開始[1][3]。

## 駅構造
単式ホーム1面1線を有する地上駅である。八戸駅管理の無人駅である。なお、2022年（令和4年）4月1日までは久慈駅長管理下の無人駅であった。

## 駅周辺
- 岩手県立種市高等学校
- 県道247号角ノ浜玉川線
- 国道45号（種市バイパス）
- たねいち産直ふれあい市場

## 隣の駅
東日本旅客鉄道（JR東日本）
■八戸線
角の浜駅 - 平内駅 - 種市駅